# 그리스 정원
고대 그리스에서 만들어진 그리스 정원과 후기 고전 시대 그리스 문화의 영향을 받아 만들어진 헬레니즘 정원으로 구분된다. 둘 중 하나에 대해서는 알려진 바가 거의 없다.

## 미노스 정원
원시 그리스인들이 에게 해로 오기 전, 미노스 문화는 미묘하게 길들여진 야생처럼 보이는 풍경의 형태로 정원을 대표했으며, 특히 중세 미노스 프레스코 조각에 표현된 일부 이집트화 특징과 함께 크노소스 북동쪽의 암니소스(Amnisos)에서 양식화된 꽃의 신성한 풍경에서 볼 수 있다. 마리아 쇼(Maria Shaw)는 파이스토스(Phaistos)에 있는 궁전의 동쪽 건물에 균열과 도구로 다듬은 구멍이 한때 심어졌을 것이라고 믿는다. 미노스 시대 이후의 세계에서 미케네 미술은 자연계의 역할이 줄어든 인간 상호 작용에 집중하고 있다.